# DS Automòbils
DS Automòbils (en francès, DS Automobiles) és una marca francesa d'automòbils de luxe creada inicialment el 2009 com una divisió de Citroën i promoguda el 2014 com a marca independent. Quan es va crear era propietat del grup PSA, però després de la fusió de PSA amb Fiat Chrysler Aubomobiles, va passar a ser propietat del grup Stellantis.